# 纳奈
纳奈（法語：Nannay，法語發音：[nanɛ]）是法国涅夫勒省的一个市镇，属于卢瓦尔河畔科讷库尔区。

## 地理
纳奈（47°15'44"N, 3°11'28"E）面积11.44 平方千米，位于法国勃艮第-弗朗什-孔泰大區涅夫勒省，该省份为法国中部省份，北至约讷省，西北接卢瓦雷省，西接谢尔省，南至阿列省，东南接索恩-卢瓦尔省，东临科多尔省。
与纳奈接壤的市镇（或旧市镇、城区）包括：维耶尔马奈、阿尔布尔斯、沙奈、巴尔日谷新堡、纳尔西。

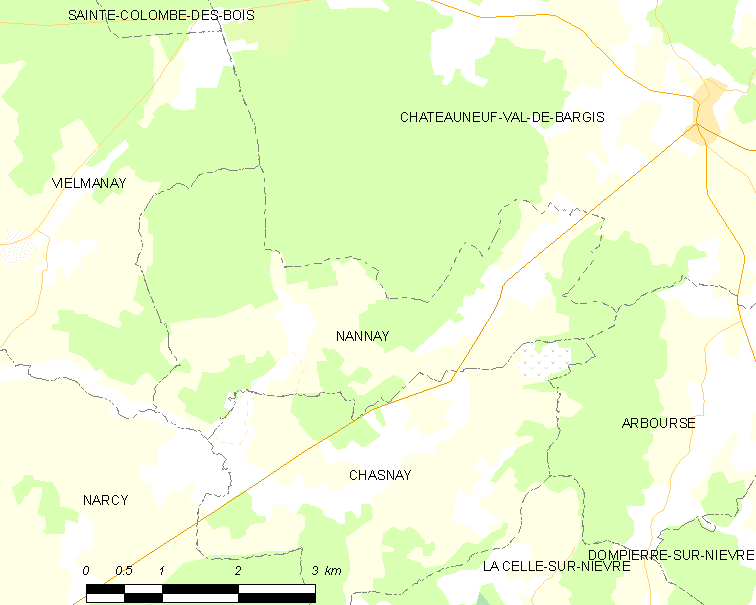
纳奈的OSM定位图

纳奈的时区为UTC+01:00、UTC+02:00（夏令时）。

## 行政
纳奈的邮政编码为58350，INSEE市镇编码为58188。

## 政治
纳奈所属的省级选区为卢瓦尔河畔拉沙里泰县。

## 人口

1962-2008年间纳奈人口变化图示

纳奈于2022年1月1日时的人口数量为111人。